# Harald Granraude
Harald Granraude o Harald Herbrandsson (nórdico antiguo: Haraldr hinn granrauði, apodado barba roja) fue un caudillo vikingo del siglo IX, rey de Agder, Noruega.
Casó con Gunnhild Ragnvaldsdottir, hija de Ragnvald Sigurdsson, jarl de Huseby, en Lista. Fue padre de Åsa Haraldsdottir y Gyrd Haraldsson, y tatarabuelo de Harald I de Noruega.
El rey Gudrød el Cazador casó con Alfhild, una hija de Alfarin, rey de Alvheim, (Bohuslän), que era el nombre de un territorio entre los ríos Glomma y Göta älv. Gudrød heredó la mitad del reino de Vingulmark. Ambos tuvieron un hijo, Olaf Geirstad-Alf. A la muerte de Alfhild, Gudrød envió a sus guerreros a Agder y propuso a su rey, Harald Granraude, el matrimonio de su hija Åsa pero Harald declinó la oferta por lo que Gudrød decidió tomar a su hija por la fuerza. Llegaron de noche y cuando Harald advirtió que estaba siendo atacado, reunió a sus hombres y luchó valientemente, pero murió junto a su hijo Gyrd. Gudrød se llevó a Åsa y se casó, la violó y le dio un hijo llamado Halfdan que sería conocido con el apodo de Halfdan el Negro.

## Saga de Gautrek
Según la saga de Gautrek, Harald de Agder (también Haraldr inn egðski, n. 750) fue un caudillo vikingo de Noruega en el siglo VIII, rey legendario de Agder cuyos ancestros, a diferencia de otros personales legendarios, no se mencionan aunque es posible que su padre fuera el rey Herbrand Vigbrandsson.
Harald era el padre del rey Vikar Haraldsson, un personaje que aparece en diversas sagas nórdicas y también futuro rey de Hordaland.
Una noche, el rey Herthjóf de Hordaland (Herþjófr) ataca por sorpresa el reino de Agder, mató al rey Harald y tomó a Vikar como rehén para asegurarse un comportamiento adecuado de los antiguos vasallos de Harald. Algunos años más tarde, Vikar reúne algunos héroes, incluido el legendario Starkad, ataca por sorpresa la morada de Herthjóf, y mata al rey junto a treinta de sus hombres. Vikar se convierte así en rey de Agder, Jadar (Jaðar, hoy Jæderen en Hordaland), y el reino de Hardanger (Harðangr, hoy Hardanger) donde Herthjóf también gobernaba.